# Большеклювый ткач
Большеклю́вый ткач (лат. Amblyospiza albifrons) — вид воробьиных птиц из семейства ткачиковых (Ploceidae), выделяемый в монотипический род большеклювых ткачей (Amblyospiza).

## Внешний вид и образ жизни
Длина тела около 20 см. Оперение крыльев и хвоста тёмное, шея, голова и живот — светло-коричневого цвета, на крыльях и голове белые пятна. Хвост укорочен. Вид распространён в западной и центральной Африке. Естественные места обитания большеклювых ткачей — равнинные субтропические и тропические влажные леса. Строят шаровидные гнёзда из небольших веток, травинок и других материалов. Птенцов выкармливают оба родителя.